# Isola dell'Incoronazione (Antartide)
L'isola dell'Incoronazione è la più grande delle Isole Orcadi Meridionali, lunga 25 miglia nautiche (46 km) e larga da 3 fino a 8 miglia nautiche (5,6 fino a 14,8 km). L'isola si estende in generale in direzione est-ovest, è prevalentemente ricoperta di ghiaccio e comprende numerose baie, ghiacciai e vette, la più alta delle quali raggiunge i 1265 m.

## Storia
L'isola fu scoperta nel dicembre 1821, nel corso di una spedizione congiunta dal capitano Nathaniel Palmer, un cacciatore di foche americano, e dal capitano George Powell, esploratore britannico. Powell chiamò l'isola in onore dell'incoronazione di Giorgio IV, divenuto re del Regno Unito nel 1820.

## Geografia
Molte caratteristiche geografiche su e intorno a Coronation Island sono state mappate e nominate da vari gruppi di esplorazione e rilevamento.
Il punto nord-occidentale dell'isola si chiama Penguin Point .  Diverse formazioni rocciose con nome si trovano al largo appena ad ovest di Penguin Point, tra cui Melsom Rocks, Despair Rocks e Lay-brother Rock.

### Baie
La costa irregolare dell'isola è frastagliata da un gran numero di baie:
- Iceberg Bay rientra nella costa meridionale tra Cape Hansen e Olivine Point.
- Ommanney Bay rientra nella costa settentrionale tra Prong Point e Foul Point.
- La baia di Sandejord rientra nella costa occidentale vicino all'isola di Monroe.

### Altri luoghi
- Cockscomb Buttress
- Cresta della resistenza
- Baia della Norvegia
- Parpen Crags
- Punto Purdy
- Creste di brina

## Conservazione
Un'area centro-settentrionale di circa 92 km2 dell'Isola dell'Incoronazione è stata designato come Area Antartica Specialmente Protetta (ASPA 114), con lo scopo di essere un riferimento relativamente incontaminato da utilizzare in studi comparativi con siti più pesantemente colpiti.. Si estende verso nord da Brisbane Heights e Wave Peak nelle montagne centrali fino alla costa tra Conception Point a ovest e Foul Point a est. La maggior parte del territorio del sito è coperto da ghiacciai, con piccole aree di terreno libero dai ghiacci lungo la costa. Gli uccelli che si riproducono all'interno del sito includono pinguini sottogola, procellarie del Capo e procellarie delle nevi.